# Walter Lewis
Walter Aiken Todd Lewis (Orangeville, Ontario, 17 de juliol de 1885 – Quebec, 29 de maig de 1956) va ser un remer canadenc que va competir a començaments dels segle xx.
El 1908 va prendre part en els Jocs Olímpics de Londres, on guanyà la medalla de bronze en la competició del vuit amb timoner del programa de rem.